# Дуло (песня)
«Дуло» (стилизовано под маюскул) — песня российского рэп-исполнителя и музыканта Моргенштерна, выпущенная 7 мая 2021 года в качестве сингла и являющаяся рекламой компьютерной онлайн-игры War Thunder. Песню спродюсировал битмейкер и частый автор музыки Алишера Slava Marlow. В преддверии выхода песни в СМИ распространялась информация о призыве Моргенштерна на службу в армию, подкреплённая фотографиями и видеозаписями. В качестве семпла для трека использовался саундтрек игры. Музыкальное видео на песню заняло вторую позицию в тренде YouTube 2021 года России в категории музыкальных видео.

## История
Выходу сингла и видеоклипа предшествовали слухи о том, что Моргенштерна призвали в армию, которые подкреплялись фотографиями и видеозаписями Алишера в армии. Видеоклип вышел одновременно с песней и изначально имел название «я в армии(» и обложку с Алишером в казарме. Видеоклип снят на военную тематику с использованием видеоряда и модели боевой техники из компьютерной игры War Thunder и выпущен в качестве рекламы игры. Клип начинается с кадров, где Моргенштерн играет в War Thunder, после чего в комнату врывается танк, а сам Алишер попадает на настоящее поле битвы. Он участвует в воздушном сражении, а также придумывает тактику для морского боя. Режиссёром клипа выступил Romanov Production, который снял последующую серию клипов для Алишера с альбомов Million Dollar: Happiness и Million Dollar: Business. За первые несколько часов после релиза клип посмотрели два миллиона раз.

## Рейтинги
| Год  | Рейтинг                                   | Категория         | Позиция | Прим.  |
| ---- | ----------------------------------------- | ----------------- | ------- | ------ |
| 2021 | YouTube Culture & Trends — YouTube Top 10 | Музыкальные видео | 2       | [ 13 ] |

## Чарты
| Чарт (2021)              | Высшая позиция |
| ------------------------ | -------------- |
| Россия (Apple Music)     | 1              |
| ВКонтакте                | 1              |
| Boom                     | 1              |
| СберЗвук                 | 4              |
| Яндекс.Музыка            | 6              |
| Genius                   | 7              |
| Shazam                   | 10             |
| Top YouTube Hits         | 15             |
| Top Radio & YouTube Hits | 113            |